# Live (альбом UFO)
Live — первый концертный альбом британской рок-группы UFO, выпущенный в декабре 1971 года. Это единственный концертный альбом, записанный в оригинальном составе и последняя работа группы с гитаристом Миком Болтоном.

## Об альбоме
Запись была сделана на выступлении группы в Токио 25 сентября 1971 года. Это было одно из трёх выступлений UFO в Японии в поддержку грядущего альбома UFO 2: Flying. Первоначально пластинка была выпущена только в Японии под названием U.F.O. Landed Japan. В 1972 году альбом был выпущен лейблом Decca в Германии с другим вариантом обложки и названием Live. Дальнейшие переиздания выходили в основном с немецким вариантом обложки под названиями Live или Live in Japan.

## Список композиций
| №  | Название          | Автор(ы)                     | Длительность |
| -- | ----------------- | ---------------------------- | ------------ |
| 1. | «C’mon Everybody» | Эдди Кокран, Джерри Кэйпхарт | 4:10         |
| 2. | «Who Do You Love» | Бо Диддли                    | 9:00         |
| 3. | «Loving Cup»      | Пол Баттерфилд               | 5:10         |

| №  | Название                                    | Автор(ы)                                   | Длительность |
| -- | ------------------------------------------- | ------------------------------------------ | ------------ |
| 1. | «Prince Kajuku/The Coming of Prince Kajuku» | Фил Могг, Мик Болтон, Пит Уэй, Энди Паркер | 8:20         |
| 2. | «Boogie for George»                         | Могг, Болтон, Уэй, Паркер                  | 11:30        |
| 3. | «Follow You Home»                           | Уэй                                        | 6:00         |

| №  | Название                    | Длительность |
| -- | --------------------------- | ------------ |
| 1. | «Loving Cup» (сингл-версия) | 3:59         |

## Участники записи
UFO:
- Фил Могг — вокал
- Мик Болтон — гитара
- Пит Уэй — бас-гитара
- Энди Паркер — ударные

производство:
- UFO — продюсирование
- Милтон Сэмюэль — продюсирование

оформление:
- Гюнтер Блюм — дизайн обложки (немецкая версия)